# Athenian League
De Athenian League was een Engelse amateurvoetbalcompetitie in de regio in en rond Londen.
De league werd in 1912 opgericht door 9 clubs en werd in 1914 stilgelegd door de Eerste Wereldoorlog. Toen de league heropgericht werd in 1920 keerden slechts 3 oude clubs terug. Regelmatig verliet een club de league om naar een sterkere competitie te gaan. Het aantal clubs stabiliseerde zich tussen de 12 en de 16. In 1963 slorpte de Athenian League 2 rivaliserende leagues op, de Corinthian League en de Delphian League. De Athenian League werd de Premier Division, clubs uit de Corinthian League werden First Division en die van de Delphian League Second Division. 
In de volgende jaren vertrokken opnieuw vele clubs naar de Southern League of de Isthmian League. Door uitbreiding van de Isthmian League in de jaren 70 en begin jaren 80 werd de Athenian League uiteindelijk opgeheven in 1984. 

## Clubs die naar andere leagues gingen
| Jaar | Naar de Isthmian League | Naar de Southern League |
| ---- | --- | ----------------------- |
| 1921 | Wimbledon |                         |
| 1929 | Kingstonian |                         |
| 1945 | Walthamstow Avenue, Romford |                         |
| 1952 | Bromley, Barking |                         |
| 1956 | Tooting and Mitcham United |                         |
| 1958 | | Cambridge City          |
| 1959 | Maidstone United |                         |
| 1963 | Enfield, Sutton United, Hitchin Town, Hendon |                         |
| 1964 | Wealdstone |                         |
| 1965 | | Barnet                  |
| 1971 | Walton and Hersham, Hayes, Bishop's Stortford |                         |
| 1972 | Leatherhead |                         |
| 1973 | Van de Premier Division: Slough Town, Dagenham, Tilbury, Harlow Town, Harwich and Parkeston, Aveley, Maidenhead United, Southall Van de First Division: Horsham, Staines Town, Wokingham Town, Carshalton Athletic, Chesham United, Finchley Van de Second Division: Hampton |                         |
| 1974 | Boreham Wood, Croydon |                         |
| 1975 | Wembley, Hornchurch, Ware, Harrow Borough |                         |
| 1976 | | Aylesbury United        |
| 1977 | Van de First Division: Letchworth Garden City, Lewes, Cheshunt, Epping Town, Rainham Town, Egham Town, Epsom and Ewell, Worthing Van de Second Division: Farnborough Town, Tring Town, Molesey, Hemel Hempstead, Feltham, Eastbourne United, Camberley Town, Willesden       | Addlestone, Hounslow    |
| 1979 | Billericay Town |                         |
| 1980 | Dorking Town |                         |
| 1981 | Windsor and Eton, Basildon United | Welling United          |
| 1982 | Uxbridge | Woodford Town           |
| 1983 | Newbury Town, Grays Athletic |                         |
| 1984 | Chalfont St Peter, Whyteleafe, Flackwell Heath, Harefield United, Banstead Athletic, Marlow, Ruislip Manor, Kingsbury Town, Wolverton Town, Chertsey Town, Berkhamsted Town, Haringey Borough, Camberley Town                                                                |                         |